# Mirko Messner
Mirko Messner (n. 16 decembrie 1948, Windischgrätz, Slovenia) este un politician austriac. Din 11 martie 2006 este liderul Comuniștilor austrieci. Mirko Messner a devenit membru al Partidului Comunist Austriac înainte de 1977. 
1. ↑  „Mirko Messner”, Gemeinsame Normdatei, accesat în 9 aprilie 2014
2. 1 2  CONOR.SI[*] Verificați valoarea |titlelink= (ajutor)